# Куза Вода (Ипателе)
Куза Вода (рум. Cuza Vodă) насеље је у Румунији у округу Јаши у општини Ипателе. Oпштина се налази на надморској висини од 205 m.

## Становништво
Према подацима из 2002. године у насељу је живело 556 становника, од којих су сви румунске националности.